# Succisa
Succisa is een geslacht uit de kamperfoeliefamilie (Caprifoliaceae). De blauwe knoop (Succisa pratensis) is een soort uit Europa.